# معراج‌نامه (رساله)
معراج‌نامه یک رساله کوتاه از ابن سینا است.  این رساله با موضوع ماوراءالطبیعه که در آن ابن سینا دیدگاه خود در خصوصِ صعود پیامبر به برترین طبقات آسمان را در شب معراج آورده‌ است، از کیفیتِ فضاهایی مانند بهشت، دوزخ و برزخ نیز سخن به میان آمده‌ است.